# Siyang ((Jiangsu)
Siyang (Chinees: 泗阳县) is een stad en een arrondissement in de prefectuur Suqian in de Chinese provincie Jiangsu. Bij de volkstelling van 2020 had de stad zelf 510.517 inwoners, het arrondissement had 829.562 inwoners.
Siyang is beroemd om zijn populieren. Het is de oudste Chinese provincie en de populieren waren de grootste in China. De unieke titel van de provincie is "China YiYang Township", daarnaast heeft Siyang het unieke Chinese populierenmuseum en de unieke YangShuJie, die beroemd en bekend is.